# تامس وولسی
تامس وولسی (به انگلیسی: Thomas Wolsey) (زادهٔ ۱ مارس ۱۴۷۳ – درگذشتهٔ ۲۹ نوامبر ۱۵۳۰) یک سیاست‌مدار اهل بریتانیا، معاصر هنری هشتم، پادشاه انگلستان، و تا قبل از مرگ صدراعظم او بود. پس از وی تامس مور صدراعظم شد.